# دهارماتاكور
دهارماتاكور (بالإنجليزية: Dharmathakur)‏، هو إله هندوسي للموت والعدالة، يعبده القرويون في منطقة راره التقليدية في ولاية البنغال الغربية الهندية الحالية كواحد من آلهة قريتهم الخاصة (غرام ديفاتا). يمثله حجر عديم الشكل مغطى بالقرمزي ويوضع عادة تحت شجرة أو يوضع في العراء، ولكن في بعض الأحيان يُكرس في معبد. يُعبد في أشهر بايساخ وجيستا وأساره في يوم اكتمال القمر وأحيانا في اليوم الأخير من شهر بهادرو. ويعبد دهارماتاكور بشكل رئيسي من قبل جميع الطبقات.